# بصیره (فجیره)
بصیره (در عربی:  الَبصیرَة ) روستای کوهستانی از توابع شهر دبا الفجیره از توابع امارت فجیره از امارات هفتگانه دولت امارات متحده عربی و در شبه جزیره عربستان واقع شده‌است. این روستا در فاصلهٔ ۵۵ کیلومتری شمال شهر فجیره واقع شده‌است. روستا در وسط سلسله کوه‌های سر بفلک کشیدهٔ کوه حجر واقع می‌باشد. از مشهوترین قبیله‌های عرب ساکنان روستا قبیلهٔ الشحی وجمع آن (شحوح) هستند.

## جمعیت
جمعیت آن ۲۵۶ نفر (۱۷ خانوار) می‌باشند که از اهل سنت و مالکی مذهب هستند.
پیشه مردم روستا کشاورزی، دامداری و تجارت است. همچنین مردم روستا از کوه‌های محیط روستا عسل جمع می‌کنند و در بازار روستا می‌فروشند. در این روستا باغ‌های مرکبات ومیوه‌های گوناگون ومزارع نخل خرما فراوان است. اطراف روستا جنگلی از درخت سلم و سمر، کُنار، کِرت، کُور و کُوهِنگ احاطه نموده‌است.